# 580-as busz
Az 580-as jelzésű elővárosi autóbusz Budapest, Kőbánya-Kispest és Monor, autóbusz-állomás között közlekedik. 581-es jelzéssel betétjárata is közlekedik munkanapokon a csúcsidőszakban, reggel Budapest, délután Üllő felé. Egy járat hajnalban Monorról a Liszt Ferenc repülőtérig közlekedik. A viszonylatot a MÁV Személyszállítási Zrt. üzemelteti.

## Útvonala
| Monor, autóbusz-állomás felé | Budapest, Kőbánya-Kispest felé |
| --- | --- |
| Budapest, Kőbánya-Kispest vá. – Keleti bejáró út – Ferihegyi repülőtérre vezető út – Vecsés, Fő út – – Üllő, Pesti út – – – Monor, Ország út – Ady Endre út – Kossuth Lajos út – Bocskai utca – Monor, autóbusz-állomás vá. | Monor, autóbusz-állomás vá. – Bocskai utca – Kossuth Lajos út – Ady Endre út – Ország út – – – Üllő, Pesti út – – Vecsés, Fő út – Ferihegyi repülőtérre vezető út – Regina köz – Budapest, Kőbánya-Kispest vá. |
| Budapest, Kőbánya-Kispest vá. – Keleti bejáró út – Ferihegyi repülőtérre vezető út – Vecsés, Fő út – – Üllő, Pesti út – – – Monor, Ország út – Ady Endre út – Kossuth Lajos út – Bocskai utca – Monor, autóbusz-állomás vá. | Budapest, Liszt Ferenc Airport 2 felé |
| Budapest, Kőbánya-Kispest vá. – Keleti bejáró út – Ferihegyi repülőtérre vezető út – Vecsés, Fő út – – Üllő, Pesti út – – – Monor, Ország út – Ady Endre út – Kossuth Lajos út – Bocskai utca – Monor, autóbusz-állomás vá. | Monor, autóbusz-állomás vá. – Bocskai utca – Kossuth Lajos út – Ady Endre út – Ország út – – – Üllő, Pesti út – – Vecsés, Fő út – – Repülőtéri bekötőút – Budapest, Liszt Ferenc Airport 2 vá.                 |

## Megállóhelyei
Az átszállási kapcsolatok között az Üllőig közlekedő 581-es busz nincs feltüntetve.
| 580 (Budapest, Kőbánya-Kispest – Vecsés – Üllő – Monor, autóbusz-állomás) | 580 (Budapest, Kőbánya-Kispest – Vecsés – Üllő – Monor, autóbusz-állomás) | 580 (Budapest, Kőbánya-Kispest – Vecsés – Üllő – Monor, autóbusz-állomás) | 580 (Budapest, Kőbánya-Kispest – Vecsés – Üllő – Monor, autóbusz-állomás) | 580 (Budapest, Kőbánya-Kispest – Vecsés – Üllő – Monor, autóbusz-állomás) | 580 (Budapest, Kőbánya-Kispest – Vecsés – Üllő – Monor, autóbusz-állomás)                 | 580 (Budapest, Kőbánya-Kispest – Vecsés – Üllő – Monor, autóbusz-állomás) | 580 (Budapest, Kőbánya-Kispest – Vecsés – Üllő – Monor, autóbusz-állomás) |
| Perc (↓)                                                                  | Perc (↓)                                                                  | Megállóhely                                                               | Perc (↑)                                                                  | Perc (↑)                                                                  | Perc (↑)                                                                                  | Átszállási kapcsolatok |                                                                           |
| ------------------------------------------------------------------------- | ------------------------------------------------------------------------- | ------------------------------------------------------------------------- | ------------------------------------------------------------------------- | ------------------------------------------------------------------------- | ----------------------------------------------------------------------------------------- | --- | ------------------------------------------------------------------------- |
| 0                                                                         | 0                                                                         | Budapest, Kőbánya-Kispest végállomás                                      | 46                                                                        | 50                                                                        |                                                                                           | 68, 85, 85E, 93, 93A, 98, 98E, 132E, 136, 148, 151, 182, 182A, 184, 193E, 200E, 202E, 268, 282E, 284E 575, 576, 577, 578 S21 S36 G43 S50 G50 Z50 IC, sebesvonat, gyorsvonat, expresszvonat |                                                                           |
| 7                                                                         | 7                                                                         | Budapest, Ferihegy vasútállomás                                           | 40                                                                        | 44                                                                        | 166, 200E, 236, 236A, 266 575, 576, 578 S50 Z50 IC, sebesvonat, gyorsvonat, expresszvonat | |                                                                           |
| 9                                                                         | 9                                                                         | Budapest, Repülőtér, D porta                                              | 37                                                                        | 41                                                                        | 200E 575, 576, 578                                                                        | |                                                                           |
| 10                                                                        | 10                                                                        | Budapest, Repülőtéri Rendőr Igazgatóság                                   | 36                                                                        | 40                                                                        | 200E 576, 578                                                                             | |                                                                           |
| 14                                                                        | ∫                                                                         | Vecsés, Market Central                                                    | ∫                                                                         | 36                                                                        | 193E, 200E, 236 575, 578 Helyi busz                                                       | |                                                                           |
| ∫                                                                         | ∫                                                                         | Budapest, Liszt Ferenc Airport 2 végállomás                               | ∫                                                                         | ∫                                                                         | 37                                                                                        | 100E, 200E |                                                                           |
| ∫                                                                         | ∫                                                                         | Budapest, Nemzetközi Posta Kicserélő Központ                              | ∫                                                                         | ∫                                                                         | 36                                                                                        | 200E |                                                                           |
| 16                                                                        | 12                                                                        | Vecsés, OTP lakótelep                                                     | 34                                                                        | 34                                                                        | 34                                                                                        | Helyi busz |                                                                           |
| 17                                                                        | 13                                                                        | Vecsés, Vörösmarty utca                                                   | 33                                                                        | 33                                                                        | 33                                                                                        | Helyi busz |                                                                           |
| 18                                                                        | 14                                                                        | Vecsés, Anna utca                                                         | 31                                                                        | 31                                                                        | 31                                                                                        | 575 Helyi busz |                                                                           |
| 20                                                                        | 16                                                                        | Vecsés, Iskola utca                                                       | 29                                                                        | 29                                                                        | 29                                                                                        | Helyi busz |                                                                           |
| 23                                                                        | 19                                                                        | Kőolajvezeték Vállalat                                                    | 26                                                                        | 26                                                                        | 26                                                                                        | |                                                                           |
| 27                                                                        | 23                                                                        | Üllő, Hatháza                                                             | 21                                                                        | 21                                                                        | 21                                                                                        | |                                                                           |
| 28                                                                        | 24                                                                        | Üllő, Baross utca                                                         | 20                                                                        | 20                                                                        | 20                                                                                        | |                                                                           |
| 30                                                                        | 26                                                                        | Üllő, városháza                                                           | 18                                                                        | 18                                                                        | 18                                                                                        | |                                                                           |
| 31                                                                        | 27                                                                        | Üllő, Wesselényi utca                                                     | 16                                                                        | 16                                                                        | 16                                                                                        | |                                                                           |
| 36                                                                        | 32                                                                        | Hosszúberek-Péteri                                                        | 11                                                                        | 11                                                                        | 11                                                                                        | |                                                                           |
| 37                                                                        | 33                                                                        | 4-es sz. út Széles út                                                     | 10                                                                        | 10                                                                        | 10                                                                                        | |                                                                           |
| 38                                                                        | 34                                                                        | Vígh tanya                                                                | 9                                                                         | 9                                                                         | 9                                                                                         | |                                                                           |
| 39                                                                        | 35                                                                        | Studencz tanya                                                            | 8                                                                         | 8                                                                         | 8                                                                                         | |                                                                           |
| 41                                                                        | 36                                                                        | Monor, Újtelep                                                            | 6                                                                         | 6                                                                         | 6                                                                                         | |                                                                           |
| 42                                                                        | 38                                                                        | Monor, Kistemplom                                                         | 4                                                                         | 4                                                                         | 4                                                                                         | 585, 586 |                                                                           |
| 44                                                                        | 40                                                                        | Monor, vasútállomás bejárati út                                           | 2                                                                         | 2                                                                         | 2                                                                                         | 513, 514, 515, 516, 517, 518, 585, 586, 587, 595 |                                                                           |
| 45                                                                        | 41                                                                        | Monor, orvosi rendelő                                                     | 1                                                                         | 1                                                                         | 1                                                                                         | 513, 514, 515, 516, 517, 518, 585, 586, 587, 595 |                                                                           |
| 46                                                                        | 42                                                                        | Monor, Vigadó                                                             | ∫                                                                         | ∫                                                                         | ∫                                                                                         | 504, 505, 513, 514, 515, 516, 517, 518, 585, 586, 587, 595 |                                                                           |
| 47                                                                        | 43                                                                        | Monor, autóbusz-állomás végállomás                                        | 0                                                                         | 0                                                                         | 0                                                                                         | 504, 505, 513, 514, 515, 516, 517, 518, 585, 586, 587, 595 |                                                                           |